# Nikkelbis(stilbeendithiolaat)
Nikkelbis(stilbeendithiolaat) of bis(dithiobenzil)nikkel is een complex met de formule {\displaystyle {\ce {C28H20NiS4}}}. Met meer nadruk op de structuur van deze verbinding kan dat ook geschreven worden als: {\displaystyle {\ce {Ni[(C6H5)C(S)C(S)(C6H5)]2}}}. De stof ziet er uit als een zwart poeder dat in tolueen aanleiding geeft tot een groene oplossing ten gevolge van een sterke absorbtie bij 855 nm. Het complex is de modelverbinding voor een breed scale aan verbindingen met de algemene formule {\displaystyle {\ce {Ni(s2C2R2)}}}, waarbij R kan staan voor zowel H, alkyl als aryl.
De stof kristalliseert in ruimtegroep P21/n. De roosterconstanten zijn: a = 583,6 pm, b = 1097 pm, c = 1836 pm en beta = 91,4.
De toepasbaarheid van de complexen als verfkleurstof is ruim onderzocht. Als complexen van niet-innocente liganden zijn de stoffen wetenschappelijk ook interessant.  De lengte van de C-C en C-S bindingen, respectivelijk 171  and 139pm, liggen tussen die voor een enkele en een dubbele binding in.
In de eerste synthese van deze stof werd nikkelsulfide behandeld met difenylacetyleen. Recentere bereidingsmethoden maken gebruik van gezwavelde benzoïne. Met andere liganden reageert het complex tot mono-dithioleemcomplexen met twee andere liganden: {\displaystyle {\ce {Ni(S2C2(C6H5))L2}}}.